# Idioma ket

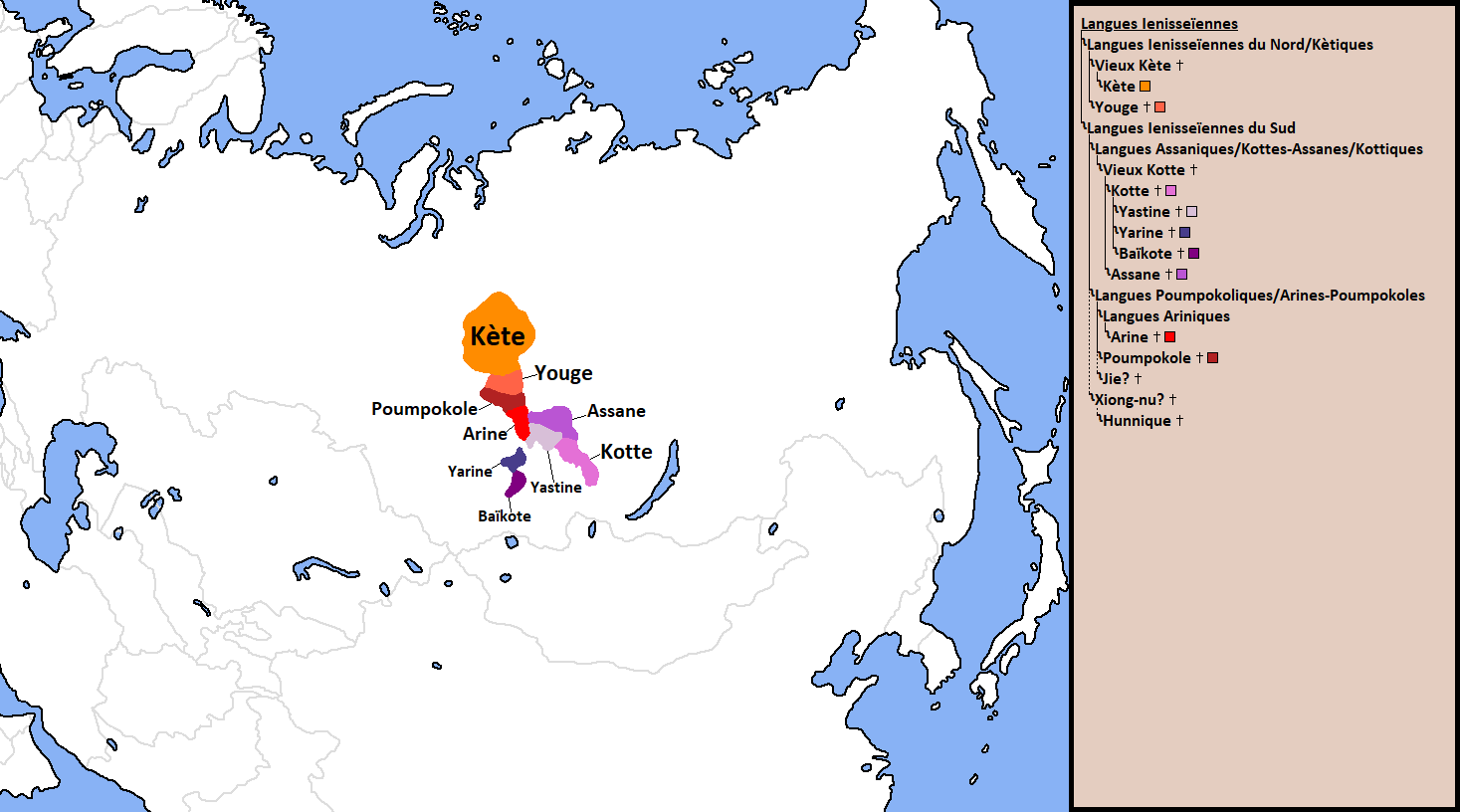
Mapa de las lenguas yeniseicas antes del siglo

El ket (o queto), anteriormente conocido como yeniséi ostyak, es una lengua aislada siberiana, última superviviente de la familia de lenguas yeniseianas hablada por el pueblo ket. Hubo intentos por expertos soviéticos de establecer una relación entre la lengua ket y el burushaski e incluso con las lenguas sino-tibetanas. Es incluido en la supuesta familia de las lenguas dene-caucasianas.
Hoy hay poco más de 200 hablantes de ket. Se han realizado esfuerzos para introducir la lengua en las guarderías y los colegios. Sin embargo el estatus social de la lengua permanece bajo, por lo que se teme que desaparezca. El nombre ket viene de la palabra ket que significa persona. El número de componentes del pueblo ket que tienen como lengua materna este idioma ha descendido desde los 1.225 en 1926 hasta los 537 en 1989 y los 213 en 2010. Otra lengua perteneciente a la familia yeniseiana, el yugh, se ha extinguido recientemente.

## Características de la lengua
- El ket es una lengua tonal, con 5 tonos distintos y una estructura fonética poco habitual.
- En 1930, 1988 y 1991 se crearon alfabetos para esta lengua, el último basado en el alfabeto cirílico.
- El ket hace uso de la incorporación y esta no se limita únicamente a sustantivos, sino que también incluye verbos, adverbios, adjetivos y morfemas ligados. La incorporación ocurre como un proceso lexicalizado -la combinación del verbo y la incorporación consideradas un elemento léxico distinto con un significado basado con frecuencia en el elemento incorporado- y como un proceso paradigmático.

| a | ā | æ | b | c̣ | d | e | ē | ə | f | g | h | h̡ | i | ī | j | k | l |
| ḷ | m | n | ṇ | ŋ | o | ō | p | q | r | s | ṣ | t | u | ū | v | z̶ | ь |

| а | б | в | г | г̡ | д | е | ё | ж | з | и | й | к | ӄ | л | м | н | ӈ | о |
| ɵ | п | р | с | т | у | ф | х | ц | ч | ш | щ | ъ | ǝ | ы | ь | э | ю | я |

## Investigación
Las primeras notas sobre ket (Путешествия по разным провинциям Русского Государства) fueron publicadas en 1788 por Peter Simon Pallas en uno de sus cuadernos de viajes. En 1858, Matthias Alexander Castrén publicó el primer diccionario ket (Versuch einer jenissei-ostjakischen and kottischen Sprachlehre), que también incluía documentación sobre el idioma kott (Kott language). En el siglo XIX, los ket, fueron erróneamente clasificados como una tribu del grupo de los Janty. El primer libro sobre gramática ket (Кетский язык, Ketski yazyk) fue publicado en 1934 por Néstor Karger (Нестор Константинович Каргер).
- Datos: Q33485
- Multimedia: Ket language / Q33485